# Túpac Amaru
Túpac Amaru eller Thupaq Amaru på modern Quechua, född 1545, död 1572, var den sista ledaren av inkastaten i Vilcabamba som var en rest av det sönderfallande Inkaimperiet. 

## Biografi
Han efterträdde sin halvbror Titu Cusi som inka efter dennes död år 1571. I april 1572 förklarade den spanske vicekungen krig för att hans budbärare hade blivit dödade av en inkakapten. Spanjorerna vann seger efter seger i kriget och i september lät Túpac Amaru bränna sin huvudstad Vilcabamba och flydde ut i djungeln med sina närmaste. Efter att ha blivit infångad av spanjorerna blev han avrättad, omgiven av en sörjande folkmassa.

## Eftermäle
Túpac Amaru har sedermera blivit legendarisk. Hans sista ord innan hans avrättning. "Yo moriré pero volveré y seré milliones" är en fras och profetia som stärker urbefolkningen i Amerika. "Jag dör men jag kommer att återkomma och vara i miljoner". I Sverige har Tore Zetterholm beskrivit honom i en roman, Gudarnas tystnad. Hans ättling Túpac Amaru II ledde på 1780-talet den sista större Inkarevolten mot det spanska styret.